# Уруана-ди-Минас
Уруана-ди-Минас (порт. Uruana de Minas) — муниципалитет в Бразилии, входит в штат Минас-Жерайс. Составная часть мезорегиона Северо-запад штата Минас-Жерайс. Входит в экономико-статистический  микрорегион Унаи. Население составляет 3551 человек на 2006 год. Занимает площадь 589,221 км². Плотность населения — 6,0 чел./км².

## Статистика
- Валовой внутренний продукт на 2003 год составляет 21 340 173,00 реалов (данные: Бразильский институт географии и статистики).
- Валовой внутренний продукт на душу населения на 2003 год составляет 6241,64 реалов (данные: Бразильский институт географии и статистики).
- Индекс развития человеческого потенциала на 2000 год составляет 0,698 (данные: Программа развития ООН).